# Pjaltefisk (Phycodurus eques)
Pjaltefisken (Phycodurus eques), også kaldet bladpjaltefisk eller almindelig pjaltefisk, er en fisk beslægtet med søhesten. Det er den eneste art af slægten Phycodurus. Pjaltefisken findes naturligt i vandene ud for det sydlige og vestlige Australien, normalt på lavt, tempereret vand. På engelsk hedder fisken "leafy sea dragon", hvilket hentyder til de lange bladlignende udvækster over hele kroppen. Deres funktion er at camouflere fisken over for fjender. Fiskens fremdrift i vandet foregår med en brystfinne tæt på halsen samt en rygfinne nærmere ved halen. Disse små finner er næsten usynlige og svære at se, når de minutiøst rører sig og derved får fisken til at bevæge sig adstadigt fremad. Indtrykket bliver derved, at der er tale om en plante, der driver.
Pjaltefisken kan blive op til 35 cm og lever af plankton, f.eks. små krebsdyr, samt af fiskeyngel, og den efterstræbes ikke af andre end mennesker. Hunnerne placerer deres æg på et særligt "svampet" hudområde under hannernes hale, hvor de udvikler sig. Når ungerne klækkes bliver de ved bunden i tang og algebevoksningen. Pjaltefisken trues af forurening samt indsamling foretaget af dykkere, der fascineres af deres specielle udseende. Af den grund er arten blevet officielt fredet af den australske regering.
To beslægtede arter er Phyllopteryx taeniolatus (løvpjaltefisk), der er grøn og har græsagtige finner og normalt er noget mindre end pjaltefisken og den nyopdagede art Phyllopteryx dewysea, der blev videnskabeligt beskrevet i 2015. Foruden disse arter hører også Haliichthys taeniophorus fra Australiens nordkyst og Ny Guinea til pjaltefiskene.
Pjaltefisken er det officielle marineemblem for delstaten South Australia.